# Steel Thunder
Steel Thunder, spesso sottotitolato American Battle Tank Simulation, è un videogioco di simulazione di carri armati pubblicato nel 1988 per Commodore 64 e nel 1989 per MS-DOS dalla Accolade. Si pilotano mezzi realistici dell'esercito statunitense in un ipotetico conflitto con i sovietici in epoca contemporanea. Nel 1994 venne divulgata anche una conversione non ufficiale e non commerciale per Commodore 16.

## Modalità di gioco
Il giocatore affronta una serie di missioni alle quali partecipa soltanto il suo carro armato contro le forze sovietiche, che possono includere vari tipi di carri e altri veicoli, fanteria e installazioni. Si devono sempre distruggere obiettivi specifici, mentre altri sono opzionali. La simulazione si può ritenere realistica, ma non molto complessa; poco realistiche sono le missioni, spesso non adatte a essere veramente svolte da un carro armato da solo. Ci sono tre fronti con paesaggi differenti: Cuba, Siria e Germania Ovest, ciascuno con 7 missioni da affrontare in ordine prestabilito. Solo quando si raggiunge un grado elevato si può passare al fronte successivo. Il progresso del proprio personaggio viene salvato.
Per ogni missione si può scegliere il tipo di carro comandato, tra M1A1 Abrams, M60A3, M3 Bradley e M48A5 Patton, e in dettaglio la dotazione di munizioni e equipaggiamento difensivo. Nelle missioni oltre la prima si sceglie anche l'equipaggio, composto da pilota, artigliere e caricatore (oltre al comandante), ciascuno da una rosa di personaggi con varie caratteristiche che influenzano le prestazioni.
Durante l'azione si ha una visuale in prima persona dall'interno del carro armato. Buona parte dello schermo è occupato da un pannello di strumentazione realistico, con numerose indicazioni. Al di sopra di esso, tramite tre finestre periscopiche, si ha una rappresentazione relativamente piccola del paesaggio esterno di fronte e ai lati, che simula anche l'ondeggiamento durante i movimenti del carro. Tra il pannello e le finestre, una riga di testo indica l'orientamento del carro e della torretta e il tempo trascorso, oppure riporta eventuali messaggi.
Il giocatore può occupare il posto di pilota, artigliere o comandante, e passare istantaneamente da un ruolo all'altro. Gli strumenti mostrati nel pannello e la visuale esterna variano di conseguenza. Si vede sempre attraverso tre finestre, ma ciascun membro dell'equipaggio guarda da una certa altezza e può avere una diversa angolazione. Il pilota guarda davanti al carro e sta più in basso, l'artigliere guarda nella direzione della torretta e il comandante ha una propria minitorretta ruotabile in modo indipendente (escluso l'M3 Bradley dove usa la torretta principale). Artigliere e comandante dispongono anche di un piccolo visore circolare, con ingrandimento e all'occorrenza visione notturna, che punta dove punta il cannone e fa anche da mirino. Al pilota e all'artigliere si possono dare alcuni ordini da svolgere automaticamente, mentre l'addetto al caricamento è sempre automatico.
Il mezzo è armato con vari tipi di munizioni per il cannone e mitragliatrici coassiali; l'M3 Bradley può anche essere dotato di missili anticarro TOW-2. Tra le altre dotazioni ci sono ad esempio fumogeni, estintori, telemetro, stabilizzatore di mira. Le funzioni accessibili tramite apposite schermate a parte sono la mappa del territorio (dove è possibile anche definire tappe per il pilotaggio automatico), il magazzino delle munizioni e il rapporto dei danni. Molte sono le funzioni accessibili solo da tastiera; la confezione originale include una maschera di cartoncino da sovrapporre alla tastiera per ricordare le funzioni dei tasti.